# Саватколь
Саватколь (каз. Сауаткөл) — озеро в Фёдоровском районе Костанайской области Казахстана. Находится в 3 км к западу от посёлка Костычевка.
По данным топографической съёмки 1943 года, площадь поверхности озера составляет 1,07 км². Наибольшая длина озера — 1,2 км, наибольшая ширина — 1,2 км. Длина береговой линии составляет 3,8 км, развитие береговой линии — 1,03. Озеро расположено на высоте 199,9 м над уровнем моря.